# Viloví de Oñar
Viloví de Oñar (en catalán y oficialmente Vilobí d’Onyar) es un municipio y localidad española de la provincia de Gerona, en la comunidad autónoma de Cataluña. El término municipal, ubicado en la comarca de la Selva, tiene una población de 3315 habitantes (INE 2024).

## Geografía
El municipio está situado al este de la comarca de la Selva, en el límite con la del Gironés. Además de la capital municipal incluye los núcleos de Salitja y Sant Dalmai.
De acuerdo con la clasificación climática de Köppen Viloví de Oñar tiene un clima subtropical húmedo de tipo Cfa, si bien está cerca del límite con el clima mediterráneo de tipo Csa.
| Parámetros climáticos promedio de Observatorio del Aeropuerto de Gerona (municipio de Viloví de Oñar) ( 143 m s. n. m. ) (Periodo de referencia: 1991-2020, extremos: 1973-presente) | Parámetros climáticos promedio de Observatorio del Aeropuerto de Gerona (municipio de Viloví de Oñar) ( 143 m s. n. m. ) (Periodo de referencia: 1991-2020, extremos: 1973-presente) | Parámetros climáticos promedio de Observatorio del Aeropuerto de Gerona (municipio de Viloví de Oñar) ( 143 m s. n. m. ) (Periodo de referencia: 1991-2020, extremos: 1973-presente) | Parámetros climáticos promedio de Observatorio del Aeropuerto de Gerona (municipio de Viloví de Oñar) ( 143 m s. n. m. ) (Periodo de referencia: 1991-2020, extremos: 1973-presente) | Parámetros climáticos promedio de Observatorio del Aeropuerto de Gerona (municipio de Viloví de Oñar) ( 143 m s. n. m. ) (Periodo de referencia: 1991-2020, extremos: 1973-presente) | Parámetros climáticos promedio de Observatorio del Aeropuerto de Gerona (municipio de Viloví de Oñar) ( 143 m s. n. m. ) (Periodo de referencia: 1991-2020, extremos: 1973-presente) | Parámetros climáticos promedio de Observatorio del Aeropuerto de Gerona (municipio de Viloví de Oñar) ( 143 m s. n. m. ) (Periodo de referencia: 1991-2020, extremos: 1973-presente) | Parámetros climáticos promedio de Observatorio del Aeropuerto de Gerona (municipio de Viloví de Oñar) ( 143 m s. n. m. ) (Periodo de referencia: 1991-2020, extremos: 1973-presente) | Parámetros climáticos promedio de Observatorio del Aeropuerto de Gerona (municipio de Viloví de Oñar) ( 143 m s. n. m. ) (Periodo de referencia: 1991-2020, extremos: 1973-presente) | Parámetros climáticos promedio de Observatorio del Aeropuerto de Gerona (municipio de Viloví de Oñar) ( 143 m s. n. m. ) (Periodo de referencia: 1991-2020, extremos: 1973-presente) | Parámetros climáticos promedio de Observatorio del Aeropuerto de Gerona (municipio de Viloví de Oñar) ( 143 m s. n. m. ) (Periodo de referencia: 1991-2020, extremos: 1973-presente) | Parámetros climáticos promedio de Observatorio del Aeropuerto de Gerona (municipio de Viloví de Oñar) ( 143 m s. n. m. ) (Periodo de referencia: 1991-2020, extremos: 1973-presente) | Parámetros climáticos promedio de Observatorio del Aeropuerto de Gerona (municipio de Viloví de Oñar) ( 143 m s. n. m. ) (Periodo de referencia: 1991-2020, extremos: 1973-presente) | Parámetros climáticos promedio de Observatorio del Aeropuerto de Gerona (municipio de Viloví de Oñar) ( 143 m s. n. m. ) (Periodo de referencia: 1991-2020, extremos: 1973-presente) |
| Mes | Ene. | Feb. | Mar. | Abr. | May. | Jun. | Jul. | Ago. | Sep. | Oct. | Nov. | Dic. | Anual |
| --- | --- | --- | --- | --- | --- | --- | --- | --- | --- | --- | --- | --- | --- |
| Temp. máx. abs. (°C) | 24.6 | 25.8 | 29.0 | 31.6 | 37.3 | 43.0 | 41.3 | 42.5 | 37.0 | 33.1 | 30.0 | 23.5 | 43.0 |
| Temp. máx. media (°C) | 13.7 | 14.7 | 17.4 | 19.6 | 23.3 | 27.8 | 30.6 | 30.7 | 26.6 | 22.4 | 17.1 | 14.1 | 21.5 |
| Temp. media (°C) | 7.5 | 8.2 | 10.8 | 13.1 | 16.8 | 21.1 | 23.9 | 24.0 | 20.3 | 16.5 | 11.2 | 8.1 | 15.1 |
| Temp. mín. media (°C) | 1.3 | 1.6 | 4.1 | 6.5 | 10.2 | 14.4 | 17.1 | 17.2 | 14.0 | 10.7 | 5.3 | 2.0 | 8.6 |
| Temp. mín. abs. (°C) | -13.0 | -8.2 | -5.8 | -3.0 | 0.6 | 5.1 | 8.0 | 8.4 | 4.6 | -2.0 | -7.0 | -9.4 | -13.0 |
| Precipitación total (mm) | 58 | 42 | 51 | 66 | 65 | 58 | 40 | 49 | 75 | 86 | 63 | 51 | 714 |
| Días de precipitaciones (≥ 1 mm) | 4.8 | 4.4 | 5.2 | 7.2 | 7.1 | 5.1 | 3.8 | 5.1 | 6.5 | 6.6 | 5.1 | 4.1 | 65.4 |
| Días de nevadas (≥ 0.01 mm) | 0.2 | 0.5 | 0.1 | 0.0 | 0.0 | 0.0 | 0.0 | 0.0 | 0.0 | 0.0 | 0.0 | 0.1 | 0.9 |
| Horas de sol | 155 | 167 | 195 | 204 | 229 | 255 | 288 | 273 | 210 | 183 | 153 | 143 | 2447 |
| Humedad relativa (%) | 74 | 71 | 70 | 68 | 66 | 60 | 58 | 62 | 70 | 75 | 75 | 76 | 69 |
| Fuente: Agencia Estatal de Meteorología | | | | | | | | | | | | | |

## Historia
Hasta la reforma de la nomenclatura municipal de 1916 el municipio se llamaba simplemente Viloví. En dicha fecha su nombre fue modificado por el de Viloví de Oñar.

## Demografía
Viloví de Oñar cuenta con una población de 3315 habitantes (INE 2024).
| Gráfica de evolución demográfica de Viloví de Oñar entre 1842 y 2021 |
| |
| Población de derecho según los censos de población del INE Población de hecho según los censos de población del INEEn 1857 crece el término del municipio porque incorpora a Salitja |

## Economía
Agricultura de regadío y de secano, ganadería bovina y porcina, avicultura e industria agropecuaria.

## Comunicaciones
Cercano a la autopista AP-7, a la carretera N-II y al Eje Transversal (C-25). En su término municipal se halla el aeropuerto de Gerona-Costa Brava.

## Patrimonio

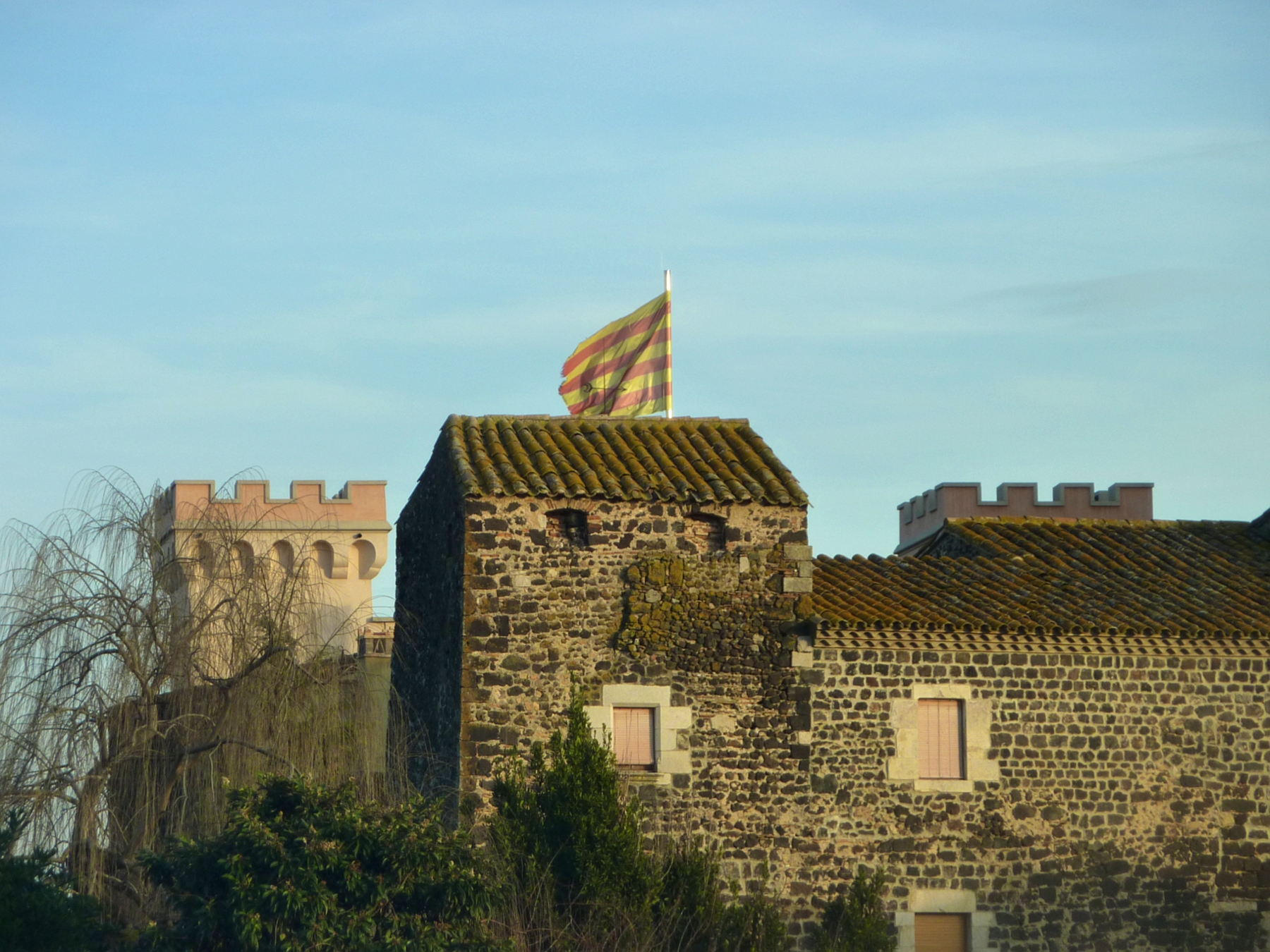
Castillo de Vilobí de Oñar

- Iglesia parroquial con un retablo gótico-tardío.
- Santuario de les Fonts, en Salitja.

## Calendario de fiestas
- Enero: Cabalgata de Reyes/Marcha Popular
- Febrero: Feria Butifarra dulce/Descargada de Brocanters/Carnaval
- Marzo: Encuentro de coleccionistas de chapas
- Abril: Día de San Jorge (Diada de Sant Jordi)
- Junio: Fiesta de la casa de los jubilados, fiesta fin de curso del CEIP Josep Madrenys y día de San Juan
- Julio: Aplec Santa Margarita (sardanas) y fiesta de los vecinos de la Sarreda
- Agosto: Fiestas de Salitja. Aplec Santa Clara (Sardanas)
- Septiembre: Aplec de las Fuentes (Sardanas), Bici-Buti, fiestas de Vilobí y fiestas Volcán de la Crosa
- Octubre: Descargada del comercio y entidades y fiesta Sant Galderic
- Noviembre: Castañada Popular
- Diciembre: Fiestas Sant Dalmai, fiesta colaboración TV3, Caga tió y belén viviente